# Puerto Tirol
Puerto Tirol è una città dell'Argentina, situata nella provincia del Chaco.